# Saturn IB-B
Il Saturn IB-B fu una versione potenziata del razzo Saturn IB che utilizzava il nuovo motore MS-IVB-2 per lo stadio superiore.